# Frisó occidental

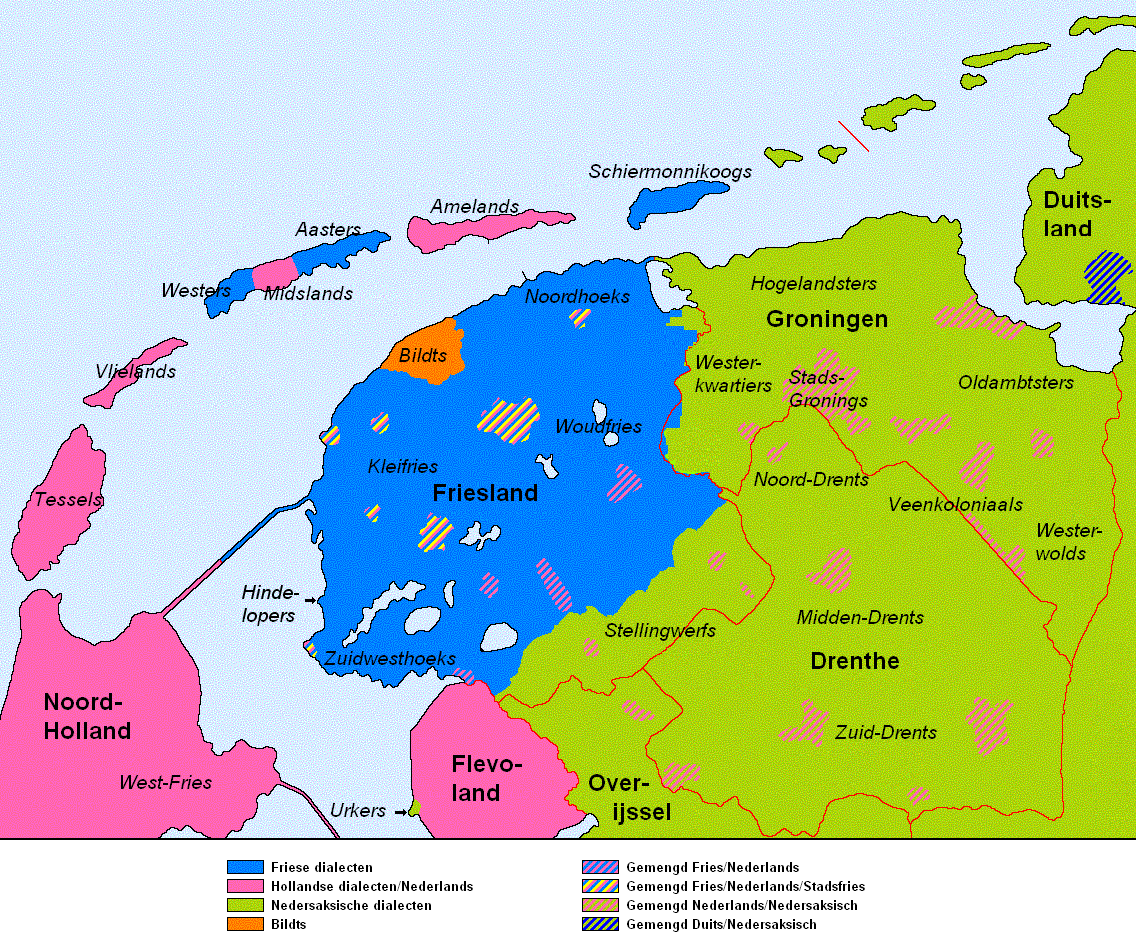
Àrees de parla frisona occidental

El frisó occidental (West-Frysk) és una varietat del frisó parlat majoritàriament a la província de Frísia, al nord dels Països Baixos. És el nom amb què és normalment conegut fora dels Països Baixos, per distingir-lo del frisó de Saterland i del frisó septentrional, que es parlen a Alemanya. És l'idioma oficial de la província de Frísia i és anomenat habitualment frisó (Fries en neerlandès, Frysk en frisó). El nom "oficial" utilitzat pels lingüistes als Països Baixos per indicar l'idioma és Westerlauwers Fries, el Lauwers fa de frontera que separa les províncies neerlandeses de Frísia i Groningen.

## Parlants
La majoria dels parlants de frisó occidental viuen a la província de Frísia, al nord dels Països Baixos. Aquesta província era anteriorment anomenada oficialment Friesland, però va canviar oficialment el seu nom a Fryslân el 1997. La província té 643.000 habitants (2005), dels quals el 94% poden entendre el frisó parlat, el 74% poden parlar frisó, el 75% el pot llegir i el 26% pot escriure'l.
Més de la meitat dels habitants de la província de Frísia, el 55% (aprox. 354.000 persones), tenen el frisó com a llengua nadiua. Al centre-est, els parlants de frisó traspassen la frontera provincial, ja que 4-6.000 parlants viuen a la província de Groningen, a la zona del triangle dels llogarets de Marum (frisó: Mearum), De Wilp (De Wylp), i Opende (De Grinzer Pein).
A més, molts frisons han emigrat de la seva província en els últims seixanta anys cap a les parts més pròsperes dels Països Baixos. Per tant, potser fins a 150.000 parlants de frisó viuen ara en altres províncies neerlandeses, particularment en l'aglomeració urbana occidental i a les províncies veïnes de Groningen i la recentment recuperada Flevoland.
A més, hi ha una diàspora frisona sorprenentment gran a l'estranger, sobretot entre la Segona Guerra Mundial i la dècada de 1970. S'estima que hi pot haver uns 80-100,000 parlants de frisó dispersos pel món, amb les majors concentracions ubicades al Canadà, els Estats Units, Austràlia i Nova Zelanda. Per tant, el nombre total de parlants de frisó arreu del món d'avui pot ser de 600.000. El cognom frisó més familiar per als nord-americans és Dykstra.
A més de l'ús del frisó com a primera llengua, també és parlat com a segona llengua per al voltant de 120.000 persones a la província de Frísia.

## Dialectes
El frisó occidental consta de vuit dialectes mútuament intel·ligibles, dels quals quatre són de gran difusió i els altres quatre es limiten a petites comunitats de menys de cent a diversos centenars de parlants. El dialecte menys usat és el Skiermûntseagersk, dialecte insular de Schiermonnikoog (Skiermûntseach), que està actualment a la vora de l'extinció, ja que és parlat per no més de 50-100 persones (d'una població de 900 persones).
El Hylpersk (conegut en neerlandès com a Hindeloopers), és l'arcaic dialecte frisó de la ciutat portuària de la península de Hindeloopen (Hylpen), a la costa oest, encara és parlat per unes 300 persones com a màxim.
Skylgersk (o Westersk) i Aastersk són els dialectes de les parts occidental i oriental de l'illa de Terschelling (Skylge) i tenen al voltant de 800 i 400 parlants respectivament. Estan separats entre si pel dialecte neerlandès de Midslands, que es parla a la part central de Terschelling.
A causa del seu caràcter insular aquests quatre dialectes són també els que s'han desviat més del frisó continental. De fet, tres dels quatre dialectes més usats a la part continental són tan semblants que un no-frisó probablement no podria distingir les diferències.
El quart dialecte continental, el de Súdwesthoeksk ("sud-oest"), és parlat a l'àrea anomenada Súdwesthoeke ("cantonada sud-oriental"), es desvia del corrent principal frisó que no s'adhereix a la nova gramàtica adoptada pels tres dialectes principals.
El Noardhoeksk ("Nord") és el dialecte parlat a la cantonada nord-est de la província. En realitat, difereix del Wâldfrysk tan poc que molt sovint no és reconegut com un dialecte per dret propi, sinó com la varietat septentrional de Wâldfrysk.
De lluny, els dos dialectes frisons occidentals més parlats són el Klaaifrysk i el Wâldfrysk. Aquests dos noms es deriven del paisatge de Frísia. A les parts oest i nord-oest de la província, la regió on es parla Klaaifrysk, el terreny està compost d'argila del mar gruixuda, d'aquí el nom Klaaifrysk, que literalment significa "frisó de l'argila". Mentre que els canals a la zona de parla Klaaifrysk s'utilitzen per separar les pastures, a la part oriental de la província, on el sòl és de sorra, i els embornals d'aigua s'enfonsen molt més ràpid, s'utilitzen per a aquest fi fileres d'arbres. Per tant, el dialecte parlat a la zona oriental és anomenat Wâldfrysk, que significa "frisó del bosc" o "frisó de la fusta".
Encara que el Klaaifrysk i el Wâldfrysk són mútuament i molt fàcilment intel·ligibles, hi ha, almenys per als parlants nadius de Frísia, algunes diferències molt notables. Aquests inclouen la pronunciació de les paraules my ("jo"), dy ("tu"), hy ("ell"), sy ("ella" o "ells"), wy ("nosaltres") i by ("per"), i els diftongs ei i aai.
Dels dos, el Wâldfrysk probablement té el major nombre de parlants, però el Klaaifrysk ha tingut la major influència en el llenguatge estandarditzat perquè la zona oest d'argila va ser la part més pròspera de la província, principalment agrícola.

## Fonologia

### Vocals
|                | Anterior       | Anterior    | Anterior    | Anterior | Central  | Central | Posterior | Posterior |
| no arrodonides | no arrodonides | arrodonides | arrodonides |          | Central  | Central | Posterior | Posterior |
| curtes         | llargues       | curtes      | llargues    | curtes   | llargues | curtes  | llargues  |           |
| -------------- | -------------- | ----------- | ----------- | -------- | -------- | ------- | --------- | --------- |
| Tancada        | i              | iː          | y           | yː       |          |         | u         | uː        |
| Semitancada    | ɪ              | eː          | ø           | øː       | ə        |         | o         | oː        |
| Semioberta     | ɛ              | ɛː          |             |          | ə        |         | ɔ         | ɔː        |
| Oberta         |                |             |             |          | a        | aː      |           |           |

- Les vocals llargues són considerablement llargues, essent d'una durada de 250 ms, contra 100 ms per a les curtes.[7]
- /ø:/ només es troba en manlleus del neerlandès.
- /y:/ és poc freqüent.
- /eː, øː, oː/ sovint són realitzats as com els diftongs [ei̯, øy̑, ou̯].
- /ɛː, ɔː/ normalment són realitzats com els diftongs [ɛə̯, ɔə̯].

### Consonants
|            |            | Labial | Alveolar | Velar | Glotal |
| ---------- | ---------- | ------ | -------- | ----- | ------ |
| Nasal      | Nasal      | m      | n        | ŋ     |        |
| Oclusiva   | Sorda      | p      | t        | k     |        |
| Oclusiva   | Sonora     | b      | d        |       |        |
| Fricativa  | Sorda      | f      | s        | x     | h      |
| Fricativa  | Sonora     | v      | z        | ɣ     |        |
| Vibrant    | Vibrant    |        | r        |       |        |
| Aproximant | Aproximant |        | l        | j     |        |

- /m, p, b/ són bilabials, /f, v/ són labiodentals.
- /ŋ, k, x, ɣ/ són velars, /j/ és palatal
- /b, d, ɣ/ a final de mot són ensordides i realitzades com a [p, t, x].

## Història

### Antic frisó
A l'alta edat mitjana les terres de Frísia s'estenirn des de la zona al voltant de Bruges, en el que ara és Bèlgica, al riu Weser, a l'Alemanya del nord. En aquell moment, el frisó es parlava al llarg de tota la costa sud del mar del Nord. Avui, aquesta regió és coneguda a vegades com a Gran Frísia o Frísia Magna, i moltes de les àrees dins d'ella encara formen part del tresor del patrimoni frisó, encara que en molts llocs el frisó s'ha perdut.
El frisó antic, però, té una sorprenent similitud amb l'anglès antic. Aquesta semblança va ser reforçada en la baixa edat mitjana pel canvi del so ingaevonic, que va afectar el frisó i a l'anglès, sinó també les altres varietats germàniques occidentals. Històricament, tant en anglès i frisó es caracteritzen per la supressió de la nasal germànica en una paraula com nosaltres (us/ús), suau (soft /sêft) o oca (goose/goes): vegeu norma fricativa nasal anglofrisona. També, quan és seguit per algunes vocals la k germànica se suavitza a un so ch. Per exemple, el frisó per al formatge i l'església és tsiis i tsjerke, mentre que en neerlandès és kaas i kerk.
Una diferència important entre el frisó antic i el frisó modern és que en el període de frisó antic (c.1150-c.1550) encara hi havia casos gramaticals. Alguns dels textos que es conserven d'aquest període són del segle xii o XIII, però la majoria són dels segles xiv i xv. En general, tots aquests textos es limiten als escrits jurídics. Encara que els primers exemples escrits frisons són aproximadament del segle ix, hi ha alguns exemples d'inscripcions rúniques de la regió que probablement són més antigues i, possiblement, en frisó. Tanmateix, aquests escrits rúnics no són més d'unes poques inscripcions o paraules, i no es pot dir que constitueixen literatura com a tal. La transició del frisó antic al frisó mitjà (c.1550-c.1820) al segle xvi, es basa en l'aturada bastant brusca en l'ús del frisó com a llengua escrita.

### Frisó mitjà i frisó modern
Fins al segle xv el frisó era un idioma parlat i escrit, però a partir del 1500 es va convertir en un llenguatge gairebé exclusivament de transmissió oral, utilitzat principalment a les zones rurals. Això va ser en part degut a l'ocupació del seu bastió, la neerlandesa província de Frísia (Fryslân) el 1498, pel duc Albert III de Saxònia, que substitueix el frisó com a idioma de govern pel neerlandès.
Posteriorment es va continuar aquesta pràctica en el marc del governants Habsburg dels Països Baixos (l'emperador alemany Carles V i el seu fill, l'espanyol Felip II), i fins i tot quan els Països Baixos es va convertir en estat independent el 1585, el frisó no va recuperar el seu estatus anterior. La raó d'això va ser el sorgiment d'Holanda com a part dominant dels Països Baixos i de la seva llengua, el neerlandès, com la llengua dominant en els assumptes judicials, administratius i religiosos.
En aquest període la gran excepció a la norma fou el gran poeta Gysbert Japicx (1603–1666), mestre i cantor de la ciutat de Bolsward (Boalsert), en gran part pare de l'ortografia i de la literatura frisona moderna.
El seu exemple no va ser seguit fins al segle xix, quan aparegueren noves generacions d'autors i poetes frisons. Això va coincidir amb la introducció de l'anomenat nou sistema, tret gramatical important en gairebé tots els dialectes frisons occidentals, amb la notable excepció del Súdwesthoeksk. Per tant, es considera que el període del frisó modern comença al voltant de 1820.